# 新田360广场
新田360广场是源自中華人民共和國河南省鄭州市的一家連鎖商場，由新田集團建設。2010年，新田360广场的郑州国贸店开业，為新田360广场的首家門店。2015年，新田360广场的第二家門店许昌亨源通店开业。2017年，上海华侨城商业项目被改造為新田360广场上海华侨城店。2018年，新田360广场南阳摩根店、郑州绿地新都会店及武陟国贸360广场開業。2021年，新田360广场上海康桥店开业。